# P-96
P-96 je bil projekt sodobne polavtomatske pištole, ki so se ga sredi devetdesetih let 20. stoletja lotili Rusi. Originalna izvedba (ostalo je le pri prototipih) naj bi bila izdelana za naboj 9x19 mm, vendar so idejo o tem kmalu opustili in začeli serijsko izdelovati le kompaktne modele teh pištol v kalibrih 9x17 in 9x18 mm.

## Osnovni podatki
Vsi modeli so imeli ogrodje iz polimerov, v katerega so bila vlita jeklena vodila zaklepišča ter jekleno cev ter principom delovanja z rotacijo cevi. Pištola je bila na videz precej podobna pištoli Steyr M9, na podoben način pa je imela rešeno tudi varovanje v obliki jezička na sprožilcu, ki ga je potrebno pritisniti za to, da odblokiramo sprožilec. Na pištoli so bili nameščeni klasični tritočkovni nenastavljivi odprti merki. Pištola je bila na voljo le s sprožilcom samo dvojnega delovanja (DAO).

## Modeli
- P-96 S - pištola za naboj 9x17 mm, v prvi vrsti namenjena ruskim privatnim službam za varovanje, ki lahko zakonsko nosijo le orožje do tega kalibra
- P-96 M - kompaktna izvedba za naboj 9x18 mm